# Condado de Millard
El condado de Millard (en inglés: Millard County), fundado en 1852, es uno de 29 condados del estado estadounidense de Utah. En el año 2000, el condado tenía una población de 12,405 habitantes y una densidad poblacional de 1 persona por km². La sede del condado es Fillmore. El condado de Millard recibe su nombre por Millard Filmore.

## Geografía
Según la Oficina del Censo, el condado tiene un área total de 17 684 km² (6827,8 mi²), de la cual 17 066 km² (6589,2 mi²) es tierra y 619 km² (239 mi²) (3.52%) es agua.

### Condados adyacentes
- Condado de Juab (norte)
- Condado de Sanpete (este central)
- Condado de Savier (este)
- Condado de Beaver (sur)
- Condado de Lincoln (Nevada) (suroeste)
- Condado de White Pine (Nevada) (oeste)

## Demografía
Según el censo de 2000, había 12,405 personas, 3,840 hogares y 3,091 familias residiendo en la localidad. La densidad de población era de 1 hab./km². Había 4,522 viviendas con una densidad media de 0 viviendas/km². El 93.94% de los habitantes eran blancos, el 0.10% afroamericanos, el 1.31% amerindios, el 0.48% asiáticos, el 0.20% isleños del Pacífico, el 2.76% de otras razas y el 1.21% pertenecía a dos o más razas. El 7.18% de la población eran hispanos o latinos de cualquier raza.
Los ingresos medios por hogar en la localidad eran de $36,178, y los ingresos medios por familia eran $41,797. Los hombres tenían unos ingresos medios de $36,989 frente a los $20,168 para las mujeres. La renta per cápita para el condado era de $13,408. Alrededor del 9.40% de la población y el 13.10% de las familias estaban por debajo del umbral de pobreza. El 17.20% de los menores de 18 años y el 7.20% de los habitantes de 65 años o más vivían por debajo del umbral de pobreza nacional.

## Campo de concentración japonés
El Topaz War Relocation Center es un campo de concentración japonés de la Segunda Guerra Mundial ubicado en el condado de Millard a 15 millas (24.1 km) al oeste de Delta. Actualmente se encuentra abierto al público como un memorial.

## Localidades
- Border
- Deseret[3]

Nota: Su población es de menos de 100 residentes permanentes, pero incrementa a más de 900 cada meses de verano, debido a inmigrantes que llegan a la zona. 
- EskDale
- Fillmore
- Gandy
- Garrison
- Hinckley
- Holden
- Kanosh
- Leamington
- Lynndyl
- Meadow
- Oak City
- Oasis
- Scipio